# Jacques Leclerc
Jacques Leclerc (* 1943) ist ein kanadischer Sprachwissenschaftler.
Nach dem Studium der Linguistik an der Universität Montreal nahm er eine Lehrtätigkeit an der Universität Laval und am Collège de Bois-de-Boulogne in Quebec auf. Er ist assoziiertes Mitglied des Trésor de la langue française au Québec und Autor der seit Juni 1999 bestehenden Website L'aménagement linguistique dans le monde mit detaillierten Informationen zur sprachlichen Situation und Sprachpolitik von 400 Staaten und Territorien weltweit.

## Werke
- La guerre des langues dans l'affichage. VLB éditeur, Quebec 1989, ISBN 2-89005-343-1 (französisch).